# Yesterday (televízióadó)
A Yesterday egy angol nyelvű televíziós csatorna, mely az Egyesült Királyság és Írország területén sugároz. A csatorna az UKTV része. A Yesterday csatorna 2002. október 30-án indult el a Sky műholdon, és a Freesaton keresztül érhető el, elsősorban a Virgin Media és a digitális földfelszini Freview szolgáltatóként.

## Története
A csatorna eredetileg 2002. október 30-án indult el az Egyesült Királyságban, mint történelmi dokumentumfilm csatorna. A dokumentumfilmek korábban az UK Horizons csatornán voltak láthatóak, azonban az új csatorna elindítása lehetővé tette, hogy a Yesterday csatornán szélesebb látókörben, több programot közvetítsen a nézők számára. A csatornán futó programok többsége a BBC archívumából származik. A csatorna elindítása egybeesett a földfelszini Freeview indításában, mely ITV Digital néven futott korábban.
A csatorna 2007. október 15-ig elérhető volt a Freeview platformon, majd csökkentették a sugárzást, így a csatorna minden nap 6 órakor befejezte a sugárzást. A Dave csatorna elindítása átvette az UKTV History kapacitását, majd az UKTV History átvette az UKTV Bright Ideas által használt résidőt, mely egy slotot osztott meg a Virgin1 és Babestation szoftverre. 2007. novemberében a csatorna nézettsége 0,3% volt, a korábbi 0,5%-kal szemben, mely azt eredményezte, hogy 2010. június 1-ig a műsoridő időtartama minden nap 1 óráig tartott a Virgin1 +1 csatorna bezárása után. Ennek eredményeképpen a csatorna naponta reggel 6 és délután 1 óra között sugározhat.
Az összes UKTV csatorna egyedi nevekkel és márkanevekkel történő újbóli elindítása érdekében a csatorna 2009. március 2-án felvette a Yesterday nevet. A csatorna ezen túl több programot is készített, úgy mint történelmi sorozatok, és a brit szigetek történelméről.
2012. július 24-től a Yesterday több szórakozásvezérelt tartalmat kínál a nézőknek. Ezen túl a csatorna designjét is frissítették, mely új logót, és idenseket tartalmaz, hogy a fiatalabb közönséget is bevonzza a képernyők elé. A csatornán látható volt a Last of the Summer Wine vagy a Butterflies is.
2014 végén a csatorna csökkentette a vígjáték és drámai stílusú filmek mennyiségét, és elindultak a természettudomány, tudomány és technika, és klasszikus történelmi filmek a Yesterday műsorában.
2015. december 8-án elindult az UKTV két testvércsatornája a Drama és a Really

## Műsorok
A csatornán futó programok többsége a BBC archívumából származik, azonban néhány műsort más televíziótársaságoktól vásárolnak, vagy maguk az UKTV készíti.